# ميسيل راميريز
ميسيل راميريز هو مجدف كوبي، ولد في 7 يوليو 1955.

## وصلات خارجية
- ميسيل راميريز على موقع الاتحاد الدولي للتجديف (الإنجليزية)
- ميسيل راميريز على موقع أوليمبيديا (الإنجليزية)